# Hereditäre idiopathische Osteolyse Typ IV Thieffry-Shurtleff
Die hereditäre idiopathische Osteolyse Typ IV Thieffry-Shurtleff       ist eine sehr seltene angeborene Erkrankung mit den Hauptmerkmalen einer Osteolyse der Hand- und Fußwurzelknochen sowie häufig kombiniert mit chronischer Niereninsuffizienz.
Vermutliche Synonyme sind: Multicentric carpotarsal osteolysis syndrome; Osteolysis, Hereditary, of Carpal Bones With or Without Nephropathy; Multicentric Osteolysis, Autosomal Dominant; Thieffry-Kohler-Syndrom
Die Bezeichnung bezieht sich auf die Erstautoren einer Beschreibung aus dem Jahre 1958 durch die französischen Neuropädiater Stephane Thieffry (1910–1990) und Jacqueline Sorrel-Déjérine sowie aus dem Jahre 1964 durch den US-amerikanischen Pädiater David B. Shurtleff und Mitarbeiter.

## Verbreitung
Die Häufigkeit ist nicht bekannt, die Vererbung erfolgt autosomal-dominant.

## Ursache
Der Erkrankung liegen Mutationen im MAFB-Gen auf Chromosom 20 Genort q12 zugrunde.

## Klinische Erscheinungen
Klinische Kriterien sind:
- fortschreitende Osteolyse der Hand- und Fußwurzelknochen
- Deformität der betroffenen Gelenke
- Nephropathie mit chronischer Niereninsuffizienz

Hinzu können Geistige Behinderung und Gesichtsauffälligkeiten kommen.

## Differentialdiagnose
Abzugrenzen sind andere Formen der erblichen Akroosteolysen. Die Multizentrische karpotarsale Osteolyse ist eventuell das gleiche Krankheitsbild.

## Geschichte
Die Erstbeschreibung stammt aus dem Jahre 1951 durch den schweizerischen Radiologen Hans Rudolf Schinz (1891–1966) und Mitarbeiter.